# Cruz Salazar
Pour les articles homonymes, voir Salazar.
Cruz Aleida Salazar, née le 25 novembre 1979, est une coureuse de fond vénézuélienne spécialisée en course en montagne et skyrunning. Elle est triple championne d'Amérique du Sud de course en montagne.

## Biographie
Cruz fait ses débuts en compétition en 2003 et se découvre un talent pour la course en montagne. Elle remporte son premier titre de championne du Venezuela de course en montagne en 2005. Elle s'illustre également dans la discipline du skyrunning en décrochant une troisième place surprise lors de la finale de la Skyrunner World Series 2005 au Mount Kinabalu Climbathon.
Le 12 août 2007, elle prend part à la deuxième édition des championnats d'Amérique du Sud de course en montagne qui se tiennent à Caracas. Battue par la favorite María Eugenia Rodríguez, elle décroche la médaille d'argent à 15 secondes derrière.
Elle décroche son deuxième podium en Skyrunner World Series le 29 juillet 2008 en terminant troisième de la Vallnord SkyRace.
Le 18 juillet 2010, elle est la seule Vénézuélienne présente aux championnats d'Amérique du Sud de course en montagne à Mendoza. Elle s'impose devant la Péruvienne Eliona Delgado Castro, remportant son premier titre de championne d'Amérique du Sud. Le 12 septembre, elle prend le départ de l'Ávila SkyRace, épreuve de la Skyrunner World Series 2010, sur un parcours raccourci à environ 20 kilomètres par décision de l'Instituto Nacional de Parques. Cruz domine la course et s'impose avec près de quinze minutes d'avance sur sa compatriote Eleonora Toro.
Le 23 octobre 2016, elle s'élance comme favorite aux championnats d'Amérique du Sud de course en montagne relancés après deux ans de hiatus. Elle s'impose aisément et décroche son deuxième titre.
À nouveau favorite pour les championnats d'Amérique du Sud de course en montagne 2019 à Caracas, elle assume son rôle et s'adjuge son troisième titre.

## Palmarès

### Skyrunning
| no | féminin            | Course                    | Longueur | Départ            | Temps           |
| -- | ------------------ | ------------------------- | -------- | ----------------- | --------------- |
|    | Médaille de bronze | Mount Kinabalu Climbathon | 21 km    | 1er octobre 2005  | 3 h 42 min 19 s |
|    | Médaille de bronze | SkyRace Vallnord-Andorra  | 34 km    | 29 juillet 2008   | 3 h 45 min 40 s |
|    | Médaille d'or      | Ávila SkyRace             | 20 km    | 12 septembre 2010 | 3 h 10 min 51 s |

### Course en montagne
| no  | féminin           | Course                                               | Longueur | Départ          | Temps          |
| --- | ----------------- | ---------------------------------------------------- | -------- | --------------- | -------------- |
| 2e  | Médaille d'argent | Championnats d'Amérique du Sud de course en montagne | 10 km    | 12 août 2007    | 46 min 44 s    |
| 1re | Médaille d'or     | Championnats d'Amérique du Sud de course en montagne | 8 km     | 18 juillet 2010 | 39 min 51 s    |
| 1re | Médaille d'or     | Championnats d'Amérique du Sud de course en montagne | 8 km     | 23 octobre 2016 | 1 h 11 min 1 s |
| 1re | Médaille d'or     | Championnats d'Amérique du Sud de course en montagne | 8 km     | 7 avril 2019    | 1 h 1 min 44 s |

## Records
| Épreuve       | Performance     | Date             | Lieu     |
| ------------- | --------------- | ---------------- | -------- |
| 15 kilomètres | 59 min 31 s     | 7 avril 2013     | Porlamar |
| Marathon      | 2 h 57 min 37 s | 13 décembre 2009 | Caracas  |